# Глухово (Калузька область)
Глухово (рос. Глухово) — присілок в Мединському районі Калузької області Російської Федерації.
Населення становить 124 особи. Входить до складу муніципального утворення Присілок Глухово.

## Історія
Від 2004 року входить до складу муніципального утворення Присілок Глухово.

## Населення
| 2002 | 2010 |
| ---- | ---- |
| 169  | ↘124 |